# Marciano Saldías
Marciano Saldías (Santa Cruz de la Sierra, 25 april 1966) is een voormalig Boliviaans voetballer, die speelde als linkervleugelverdediger. Hij beëindigde zijn actieve loopbaan in 1999 bij de Boliviaanse club Club Aurora.

## Clubcarrière
Saldías begon zijn professionele loopbaan in 1984 bij Oriente Petrolero en kwam daarnaast uit voor Cerro Porteño, Club Destroyers en The Strongest. Met Oriente Petrolero won hij eenmaal de Boliviaanse landstitel: in 1990.

## Interlandcarrière
Saldías speelde in totaal achttien interlands voor Bolivia in de periode 1985-1991. Onder leiding van de Argentijnse bondscoach Carlos Rodríguez maakte hij zijn debuut op 24 februari 1985 in de vriendschappelijke wedstrijd in en tegen Venezuela (5-0). Hij verving Miguel Ángel Noro in dat duel. Saldías nam met Bolivia deel aan drie opeenvolgende edities van de strijd om de Copa América: 1987, 1989 en 1991.

## Erelijst
Oriente Petrolero
- Liga de Boliviano

1990
 Cerro Porteño
- Liga Paraguaya

1992